# George Ogăraru
George Ogăraru est un footballeur roumain né le 3 février 1980 à Bucarest. Il évolue au poste de défenseur latéral droit. 

## Carrière
- 1998-2006 :  Steaua Bucarest
- 2000-2001 :  CSM Reșița (prêt)
- 2001-2002 :  Oțelul Galați (prêt)
- 2002-2006 :  Steaua Bucarest
- 2006-2010 :  Ajax Amsterdam
- 2008-2009 :  Steaua Bucarest (prêt)
- 2010-2011 :  FC Sion

## Palmarès
- Steaua
  - Champion de Roumanie : 2005 et 2006.
  - Vainqueur de la Coupe de Roumanie : 1999.
  - Demi-finaliste de la Coupe UEFA : 2006.

- Ajax
  - Vainqueur de la  Coupe des Pays-Bas : 2007.
  - Vainqueur de la Supercoupe des Pays-Bas : 2006 et 2007.
  - Vice-champion du Championnat des Pays-Bas : 2007 et 2008.

- Sion
  - Vainqueur de la Coupe de Suisse : 2011.